# YInMnブルー

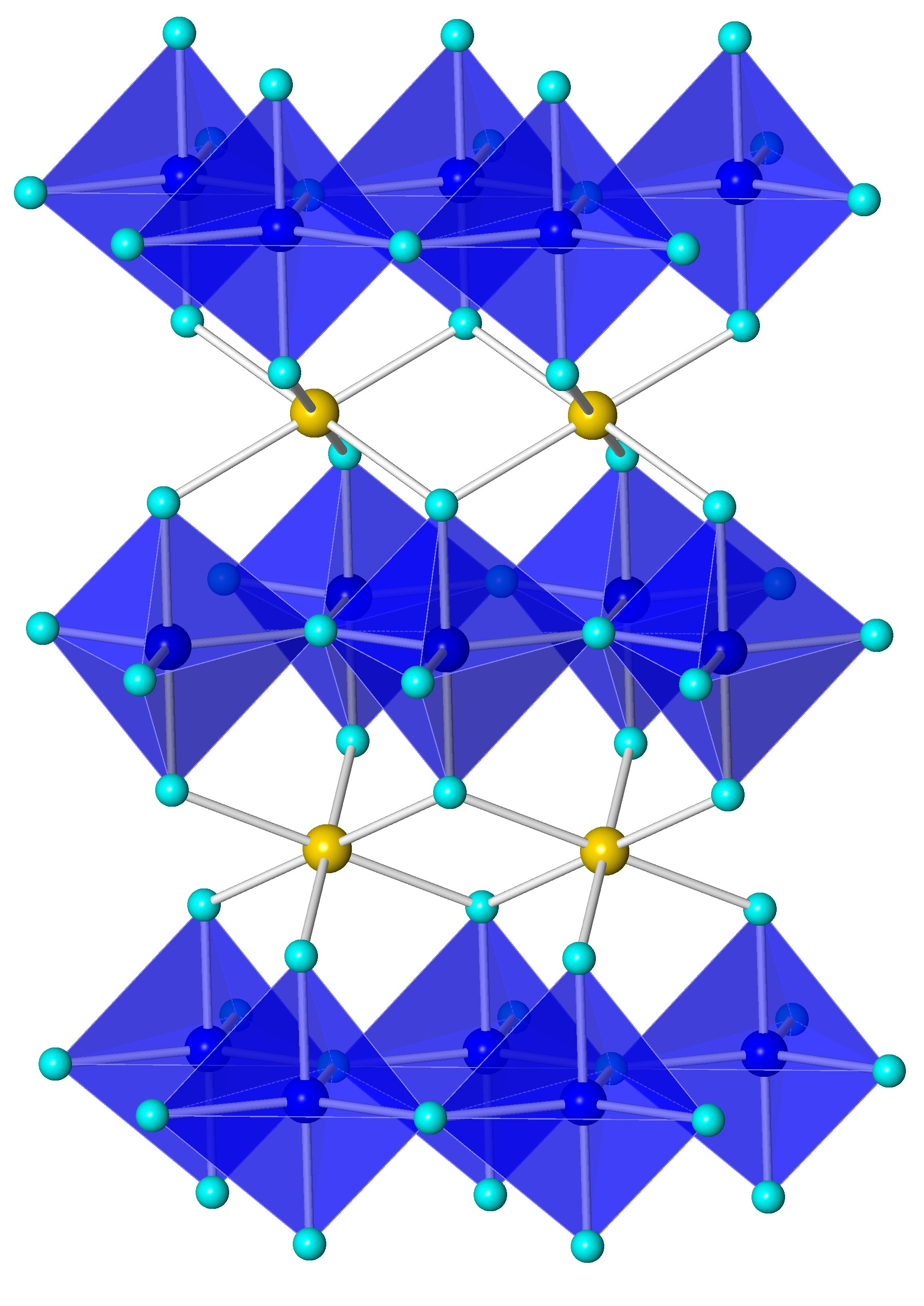
Crystal structure of YInMn Blue

YInMnブルー（インミンブルー、英: YInMn blue）は、無機青色顔料の一種である。Yはイットリウム、Inはインジウム、Mnはマンガンを示す。2009年にオレゴン州立大学のマス・サブラマニアン教授（Mas Subramanian）のチームによって偶然発見された。
チームの大学院生であったAndrew E. Smithは、その他の前駆体と混合し、1,093 °C (1,967 °F)まで加熱した酸化マンガン類の電気的特性を研究していた。この材料は鮮やかで完璧に近い青色を示し、異常に高いNIR反射率を示した。
この新たな顔料は、2017年にShepherd Color Companyによって商品化された。